# Carlos López Buchardo
Carlos Félix López Buchardo (Buenos Aires, 12 oktober 1881 – Buenos Aires, 21 april 1948) was een Argentijns componist, muziekpedagoog en pianist.

## Levensloop
López Buchardo studeerde aanvankelijk in Buenos Aires compositie. Zoals vele andere Zuid-Amerikaanse componisten heeft ook hij zijn stijl met een studie aan het Conservatoire national supérieur de musique in Parijs bij Albert Roussel verfijnd.
Na zijn terugkomst heeft hij zich ingezet voor het muzikale leven in Argentinië en stichtte in 1924 het Conservatorio Nacional de Música de la Ciudad de Buenos Aires. Verder richtte hij de Escuela Superior de Bellas Artes de la Universidad Nacional de La Plata op. Eveneens had hij verschillende administratieve functies in het muziek- en cultuurleven van Buenos Aires, onder andere was hij voor een bepaalde tijd directeur van het bekende Teatro Colón in Buenos Aires. Verder was hij president van de Sociedad Nacional de Música, de Asociación Wagneriana en de Académico de Bellas Artes.
Zijn werk Escena Argentinas ging in 1922 tijdens de concerttournee door Zuid-Amerika met de Wiener Philharmoniker onder leiding van Felix Weingartner in Buenos Aires in première.
Als componist schreef hij opera's, missen, muzikale komedies en rond vijftig liederen.

## Composities (Uittreksel)

### Werken voor orkest
- 1919-1920 Escenas Argentinas (Argentijnse schetsen), symfonisch gedicht
  1. Dia de festa - Allegro vivace
  2. El arroyo Placidament - Más lento - Poco piú moto - Lo stesso movimento lento - Lento - Allegro vivace
  3. La campera - Con calma

### Muziektheater

#### Opera's
| Voltooid in | titel            | aktes   | première                      | libretto                                                                   |
| ----------- | ---------------- | ------- | ----------------------------- | -------------------------------------------------------------------------- |
| 1907-1914   | El sueño de Alma | 3 aktes | 4 augustus 1914, Buenos Aires | Leopoldo Díaz en Sam Benelli, naar «En el país violenta» van Enrique Prins |
| 1932        | Madama Lynch     | 3 aktes | 1932, Buenos Aires            | Agustín Remón en Enrique García Velloso                                    |
| 1933        | La Perichona     | 3 aktes | 1933, Buenos Aires            | Agustín Remón en Enrique García Velloso                                    |
| 1935        | Amalia           |         | 1935, Buenos Aires            | Enrique García Velloso en Pedro Miguel Obligado, naar José Marmol          |
| 1937        | La bella Otero   |         | onvoltooid                    | Alejandro Berrutti en Agustín Remón                                        |
| ?           | Santos Vega      | 1 akte  | onvoltooid                    | Gustavo Caraballo, naar Rafael Obligado                                    |

#### Toneelmuziek
- 1934 Romeo y Julieta, muziek voor strijkkwartet, dwarsfluit, klarinet en harp voor het toneelstuk van William Shakespeare

### Vocale muziek
- 1924 Conción del carretero, voor zang en piano
- 1924 El bailecito, "a la memoria de Julián Aguirre", voor zang en piano
- 1924 Vidala, voor zang en piano
- Canción de Perico, voor zang en piano
- Frescas sombras de sauces, voor zang en piano
- Jujena, voor zang en piano
- Malhaya la suerte mía!, voor zang en piano
- Oye mi llanto, huaynu, voor zang en piano
- Prendiditos de la mano, voor zang en piano
- Si lo halla, canción, voor zang en piano

### Werken voor piano
- 1905 Pare el Tranguay, Mayoral
- 1920 Campera
- 1920 Coquito, tango
- 1924 Bailecito
- 1934 Nocturno
- 1941 Sonatina